# Mathias Schober
Mathias Schober (Marl, 1976. április 8.) német labdarúgókapus.
Pályafutása során három csapatban játszott, az FC Schalke 04, a Hamburger SV és a Hansa Rostock hálóőre volt, csak utóbbi csapatban volt alapember.
2012-ben, 36 éves korában vonult vissza a labdarúgástól.